# San Lorenzo (Costa Rica)
San Lorenzo è un distretto della Costa Rica facente parte del cantone di Tarrazú, nella provincia di San José.